# Somme (fiume)
La Somme (da latino Samara a sua volta derivante da una parola celtica che significa tranquillità) è un fiume del nord della Francia, che scorre nella regione dell'Alta Francia.

## Descrizione
La sua sorgente è vicino a San Quintino, nel dipartimento dell'Aisne e la sua foce nella Baia della Somme, nel dipartimento che porta il suo nome, dopo un percorso di 245 km.
La Somme è caratterizzata da una pendenza lieve e una portata regolare. È accompagnata da molti stagni e paludi, sfruttati per l'estrazione della torba, la caccia e pesca.
La costruzione del canale della Somme (iniziata nel 1770 e terminata nel 1843), lungo 170 km, ha favorito l'uso del fiume come via d'acqua.
Il nome del fiume è legato a quello della famosa battaglia svoltasi qui nel 1916 nel corso della prima guerra mondiale fra Triplice intesa e Imperi centrali.

## Affluenti principali
I suoi affluenti principali sono: 
- alla destra orografica:
 l'Omignon, l'Hallue, la Nièvre e lo Scardon;
- alla sinistra orografica:
 l'Avre, la Selle, il Saint-Landon, l'Airaine, l'Ambroise e l'Ancre.

## Comuni attraversati
La Somme attraversa, nel suo corso, 91 comuni; da monte verso valle:

Aisne
Fonsomme (sorgente), Essigny-le-Petit, Remaucourt, Lesdins, Morcourt, Omissy, Rouvroy, San Quintino, Gauchy, Grugies, Dallon, Castres, Fontaine-lès-Clercs, Contescourt, Seraucourt-le-Grand, Happencourt, Artemps, Tugny-et-Pont, Saint-Simon, Dury, Sommette-Eaucourt, Pithon,
Somme
Ham, Eppeville, Sancourt, Offoy, Hombleux, Voyennes, Rouy-le-Grand, Béthencourt-sur-Somme, Villecourt, Pargny, Falvy, Épénancourt, Ennemain, Cizancourt, Saint-Christ-Briost, Brie, Villers-Carbonnel, Éterpigny, Doingt, Péronne, Biaches, Cléry-sur-Somme, Feuillères, Hem-Monacu, Frise, Curlu, Éclusier-Vaux, Suzanne, Cappy, Bray-sur-Somme, La Neuville-lès-Bray, Étinehem, Méricourt-sur-Somme, Chipilly, Morcourt, Cerisy, Sailly-Laurette, Le Hamel, Sailly-le-Sec, Vaux-sur-Somme, Vaire-sous-Corbie, Corbie, Hamelet, Fouilloy, Aubigny, Vecquemont, Daours, Blangy-Tronville, Lamotte-Brebière, Glisy, Camon, Amiens, Dury, Dreuil-lès-Amiens, Ailly-sur-Somme, Breilly, La Chaussée-Tirancourt, Picquigny, Belloy-sur-Somme, Crouy-Saint-Pierre, Yzeux, Bourdon, Hangest-sur-Somme, Flixecourt, L'Étoile, Condé-Folie, Longpré-les-Corps-Saints, Long, Fontaine-sur-Somme, Cocquerel, Pont-Remy, Eaucourt-sur-Somme, Épagne-Épagnette, Mareuil-Caubert, Abbeville, Grand-Laviers, Saigneville, Boismont, Saint-Valery-sur-Somme (foce).

## Immagini della Somme

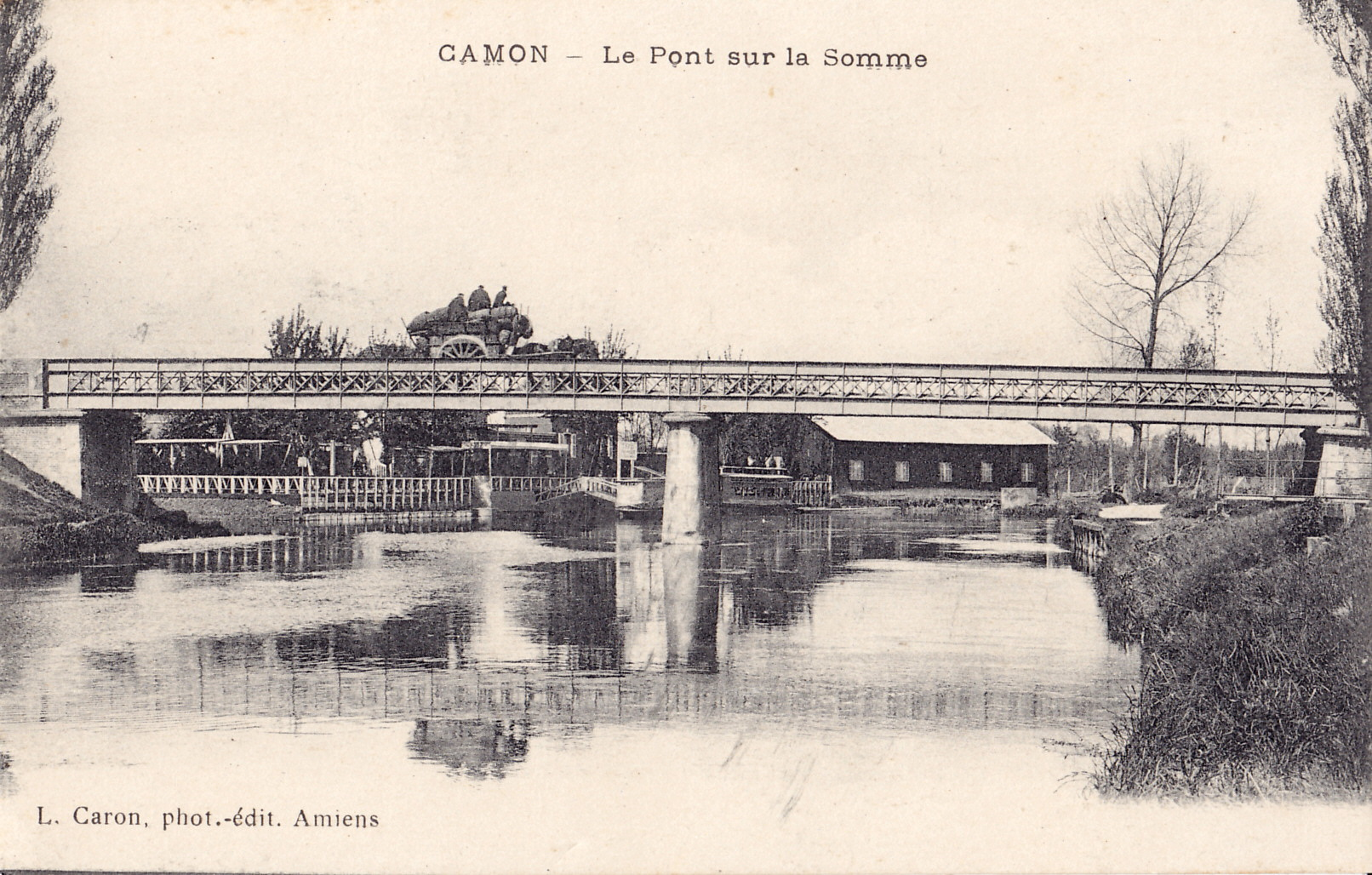
Il Ponte di Camon negli anni 1910
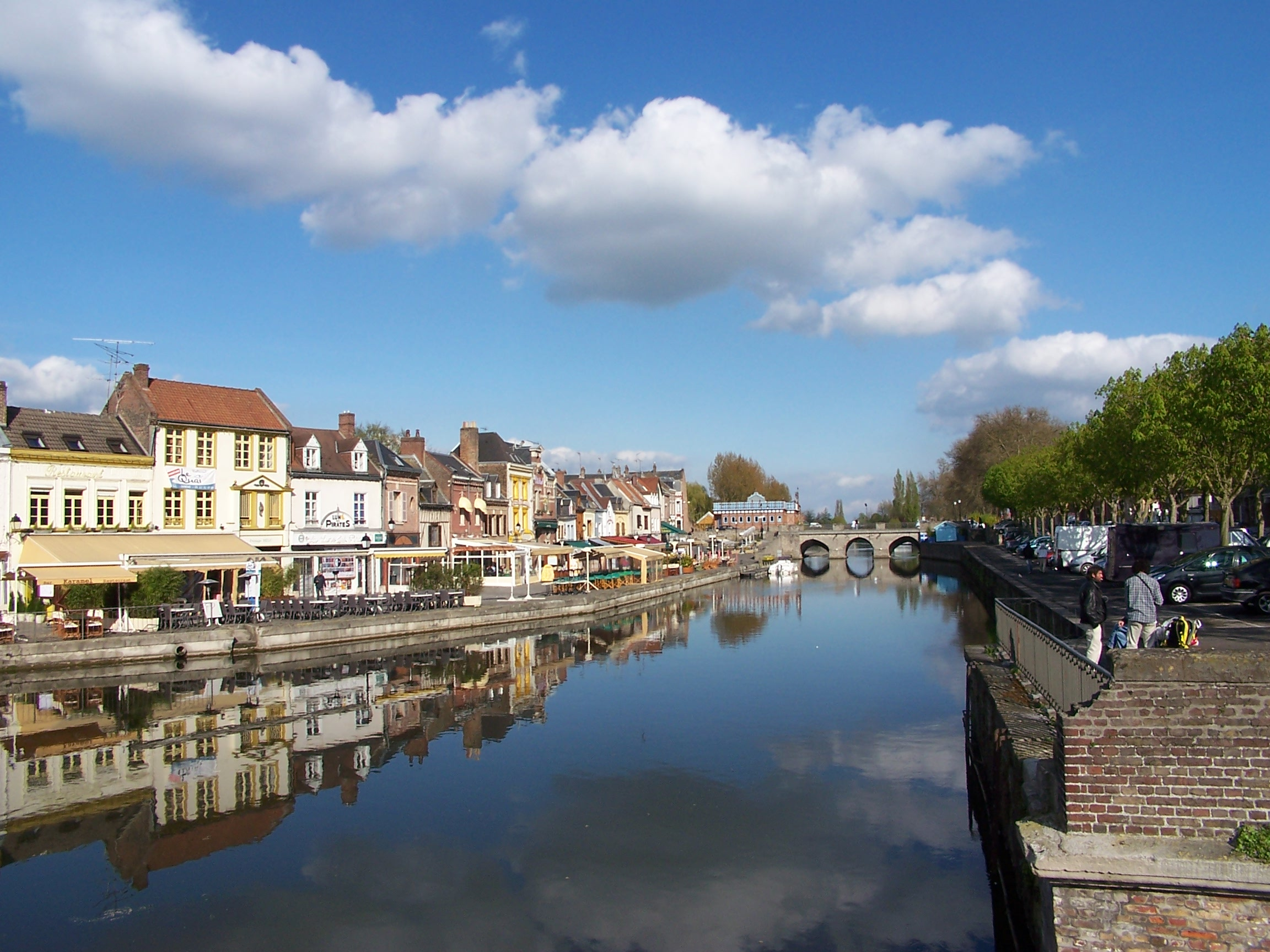
La Somme ad Amiens: il lungofiume Bélu
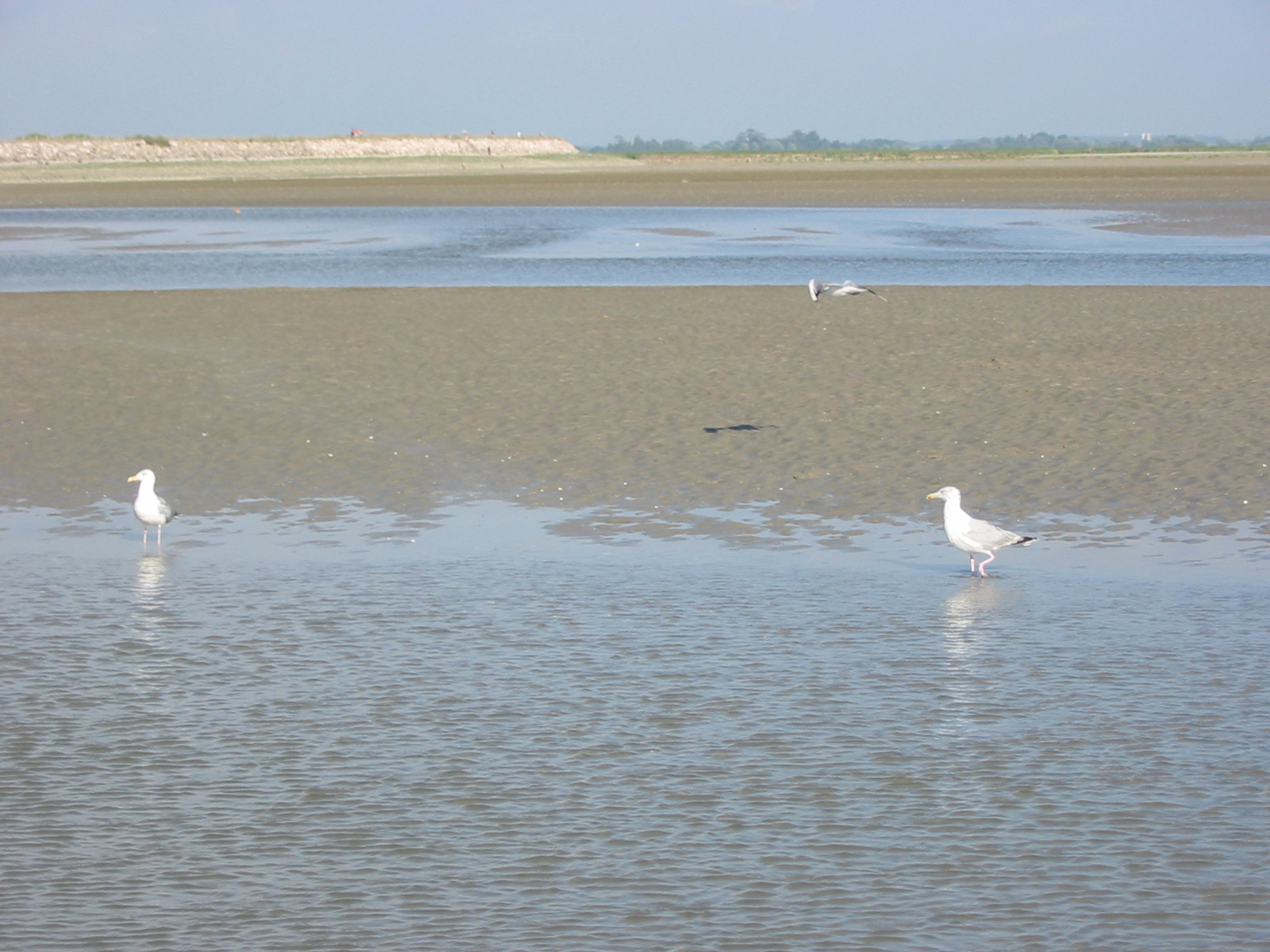
Il litorale della baia di Somme
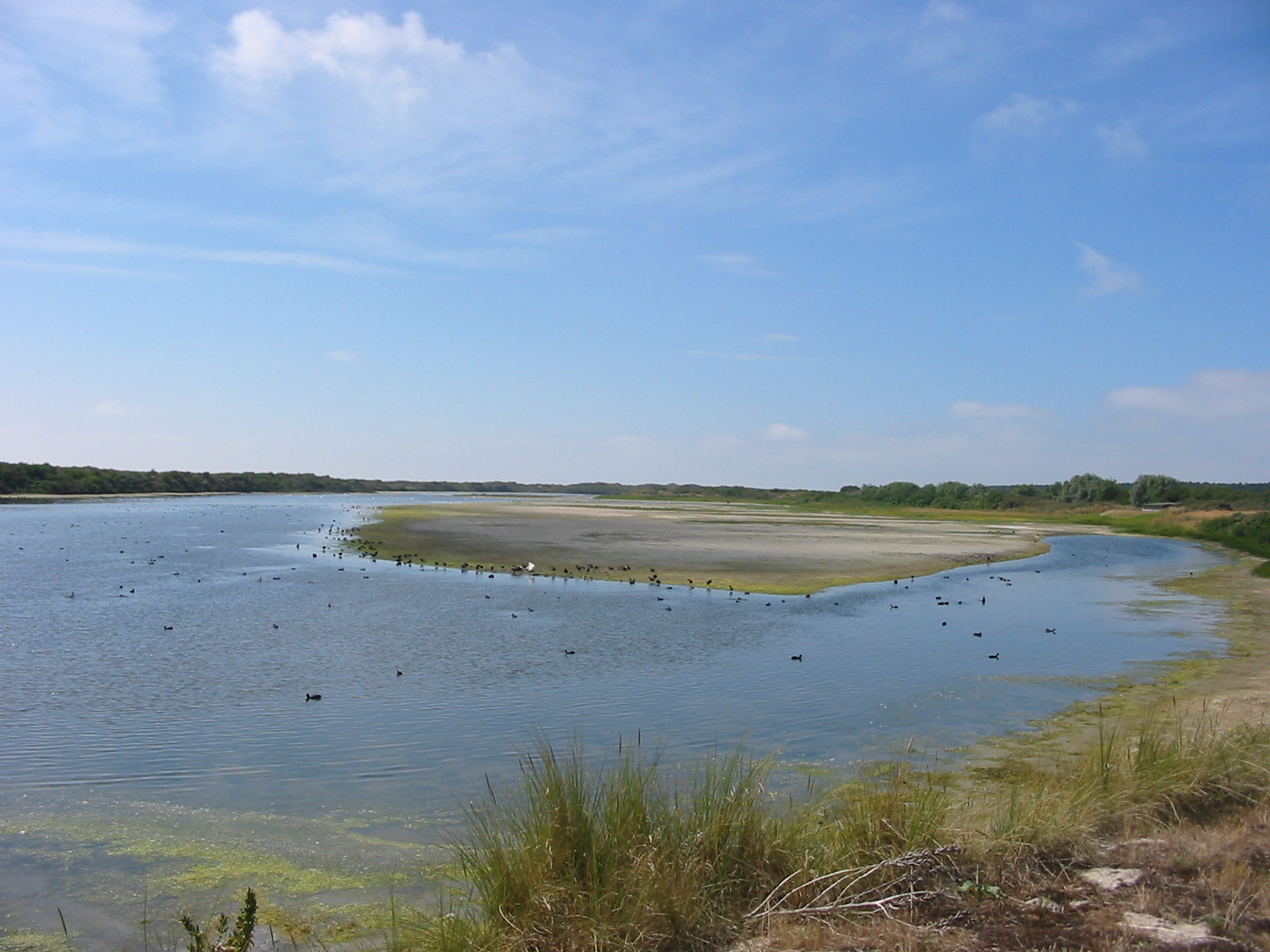
Il parco ornitologico (Marquenterre) all'estuario del fiume e della Maye